# 2025 au Belize
Chronologie du Belize
- 2020
- 2021
- 2022
- 2023
- 2024
- 2025
- 2026
- 2027
- 2028

Cet article présente les faits marquants de l'année 2025 au Belize.

## Gouvernement
- Monarque : Charles III
- Gouverneur général : Froyla Tzalam
- Premier ministre : Johnny Briceño[1]
- Vice-Premier Ministre : Cordel Hyde[1]
- Ministre de l'Économie : Johnny Briceño[1]
- Ministre des Affaires étrangères : Francis Fonseca[1]
- Ministre de la Défense nationale et sécurité des frontières : Oscar Mira[1]
- Ministère de l'Intérieur : Kareem Musa[1]
- Ministre du Travail : Florencio Marin Jr.[1]
- Ministre de la Transformation rurale, du Développement communautaire et du gouvernement local : Florencio Marin Jr.[1]
- Ministre de l'Éducation : Francis Fonseca puis Oscar Requeña[1]
- Ministre de la Jeunesse et des Sports : Rodwell Ferguson puis Anthony Mahler[1]
- Ministre de la Constitution autochtone, des Affaires religieuses et des Transports : Louis Zabaneh[1]
- Ministre du Tourisme : Anthony Mahler[1]
- Ministre de l’Économie bleue et de la conservation marine : Andre Perez[1]
- Ministre de l'Agriculture : Jose Abelardo Mai[1]
- Ministre du Développement durable, changement climatique et gestion des déchets solides : Orlando Habet[1]
- Ministre de la Santé : Kevin Bernard[1]
- Ministre du Logement et des Infrastructures : Julius Espat[1]
- Ministre des Services publics, de l’Énergie et de la Logistique : Michel Chebat[1]
- Ministre du Développement humain, du Soutien familial et questions de genre : Thea Ramirez[1]
- Ministre du Service public et de la NEMO : Henry Charles Usher[1]
- Juge en chef : Louise Blenman
- Procureur général (Attorney General) : Anthony Sylvestre[1]
- Chef de l'opposition : Moses Barrow puis Tracy Panton

## Statistiques
- le taux de chômage national est en baisse. Il atteint 2,1 % au mois d'avril 2025, alors qu'il atteignait 3 % un an plus tôt[2].

## Évènements

### Janvier
- découverte d'une tombe royale sur le site de Caracol[3].
- 24 janvier : présentation des nouveaux billets qui seront mis en circulation plus tard dans l'année. La Reine Elizabeth qui était sur tous les billets, est remplacée par George Cadle Price sur les billets de 100, 20 et 5 dollars béliziens et Philip Goldson sur les billets de 50, 10 et 2 dollars[4].

### Février
- 8 février : un tremblement de terre de magnitude 7,6 a lieu à 215 km au sud-ouest des îles Caïmans. La secousse est ressentie jusqu'au Belize, Honduras et une partie du Mexique[5].
- 24 février : trois membres de la secte juive Lev Tahor sont arrêtés à la frontière. Deux des hommes ont tenté de faire entrer le troisième avec de faux papiers. Ils ont été renvoyés au Guatemala après avoir payer une amende[6].

### Mars
- 12 mars : Élections législatives béliziennes
- 14 mars : Tracy Panton est nommée cheffe de l'opposition[7].
- 15 mars : après les élections, le Premier ministre Johnny Briceño remanie son Cabinet[8].

### Avril
- 1er avril : les limites administratives de sept villes sont modifiées pour prendre en compte leur croissance. Les villes concernées sont Punta Gorda, Dangriga, Benque Viejo del Carmen, San Ignacio/Santa Elena, Orange Walk, Corozal Town et San Pedro[9].
- 3 avril : Donald Trump annonce des droits de douane de 10 % sur toutes les importations venant du Belize[10] (Politique commerciale de la seconde administration Trump).
- 12 avril : deux cas de rougeole sont détectés parmi un groupe d'adolescents revenant du Chihuahua (Mexique). Le dernier cas remonte à 34 ans[11]. Le retour de ces personnes infectées déclenche un foyer de contagion qui se répand dans les districts de Cayo et Corozal[12].
- 15 avril : le ministère de la Santé lance une alerte auprès de la population après la découverte de 4 cas de malaria. Le premier cas confirmé date du 17 janvier et c'est le premier cas depuis les 6 dernières années[13].
- 17 avril : un avion Cessna Grand Caravan de Tropic Air est détourné par un citoyen américain en plein vol. Armé d'un couteau, il blesse deux des treize passagers qu'il a pris en otages et demande que l'avion le ramène aux États-Unis. À court de carburant, l'avion se pose à l’aéroport international Philip S. W. Goldson et l'un des passagers abat le pirate de l'air[14].
- 23 avril : après la fermeture de la Millennium Challenge Corporation par le gouvernement américain, le Belize perd 125 millions de $US d'investissements dans l'éducation et la production d'énergie[15].

### Mai
- 16 au 18 mai : Chocolate Festival of Belize[16].
- 22 mai : le premier avion américain rapatriant 21 Béliziens atterrit à l'aéroport international Philip S. W. Goldson. Ils ont été expulsés pour être entrés illégalement aux États-Unis, ou pour avoir dépasser la durée légale de leur séjour. La plupart sont également responsables d'infraction pénale[17].
- 26 mai : après 34 ans d'existence, la chaîne de télévision Channel 5, devenue une entreprise de médias diversifiée, est renommée en Greater Belize Media[18].
- 27 mai : le Belize Agricultural Health Authority (BAHA, « Autorité de la santé agricole du Belize ») et le ministère de l'Agriculture lancent une alerte à la suite d'une augmentation notable des cas de rage paralytique chez les chevaux et les bovins[19].
- 30 mai au 1er juin : le National Agriculture and Trade Show (en), littéralement le « Salon national de l'agriculture et du commerce », a lieu à Belmopan. C'est un grand événement public qui permet aux agriculteurs et aux entreprises de présenter et de vendre leurs produits[20].

### Juin
- Saison cyclonique 2025 dans l'océan Atlantique nord.
- 17 juin : un important échouage de Sargasses touche San Pedro à Caye Ambergris[21].
- 18 juin : le Belize et Trinité-et-Tobago renforcent leurs liens commerciaux et économiques[22].
- 19 juin : la présence de la Lucilie bouchère a été signalée en fin d'année dernière et confirmée au mois de janvier dans le district de Toledo. Le parasite se répand et 160 cas ont été signalés depuis[23].
- 20 juin : Belize Electricity Limited (BEL) annonce une perte financière de 9,7 millions de dollars pour l'exercice financier 2024[24].
- 27 juin : le Premier ministre John Briceño annonce que la récolte de canne à sucre de cette année est l'une des plus basses des 40 dernières années. La raison est due à une fusariose ayant touché les champs de canne à sucre[25],[26].
- 28 et 29 juin : des pluies importantes provoquent des inondations dans le district d'Orange Walk[27].
- 29 juin : Isabella Zabaneh est nommée Miss Universe Belize 2025[28].

### Juillet
- 4 juillet : le Belize rejoint la Commonwealth Telecommunications Organisation (en) en tant que membre à part entière[29],[30].
- 10 juillet : la découverte de la tombe de janvier est officiellement annoncée et décrite par l'université de Houston. Riche en mobilier funéraire, celle-ci pourrait être la tombe de Teʼ Kʼab Chaak (en), roi fondateur de la cité de Caracol[31],[32],[33].
- 21 juillet : une invasion de rats menace les récoltes de maïs dans le district de Toledo[34].
- 22 juillet :
  - le ministère de la Santé annonce que les foyers de rougeole sont sous contrôle grâce à une campagne de communication et de vaccinations efficace. En tout, il y a 34 personnes infectées dont un cas grave qui a nécessité une hospitalisation[12].
  - le buste de George Cadle Price, Père de la Nation bélizienne, est ajouté au Hall des Héroïnes et des Héros de l'Organisation des États américains, basée à Washington[35],[36].
- 24 juillet : en 2012, le Belize avait signé un accord avec le Musée des Sciences du Minnesota (en) pour un prêt de 150 artefacts Mayas. Après une série d'expositions dans tous les États-Unis et douze ans passés hors du pays, les objets reviennent au Belize[37].
- 29 juillet : les premiers cas de Lucilie bouchère impactant la faune sauvage sont détectés sur des singes hurleurs dans le district de Cayo[38],[39].
- 30 juillet : après deux ans de démarches administratives, le Belize obtient l'autorisation d'exporter sa production de crevettes issues de l'élevage vers Taïwan[40].

### Août
- 4 août : mise en circulation des nouveaux billets[41].

### Septembre
- 21 septembre : Fête nationale.

### Octobre
- x

### Novembre
- x

### Décembre
- x

## Décès
- 31 mars : James F. Garber, archéologue américain, spécialiste de la civilisation maya et des sites archéologiques du Belize[42],[43].
- 20 avril : Chito Martínez (en), premier joueur bélizien à intégrer les Ligues majeures de baseball[44].
- 22 avril : Deon Patrick Ogaldez, connu sous son nom d'artiste Concego, musicien et chanteur[45].
- 6 juin : Ralph Fonseca, homme politique[46].